# Fenómeno phi

En el fenómeno phi, una sucesión de imágenes reproducida a una cierta velocidad genera la impresión de movimiento.

Ejemplo del movimiento beta, que a menudo se confunde con el fenómeno phi.

El *fenómeno phi* es una ilusión óptica de nuestro cerebro que hace percibir movimiento continuo aparente en donde hay una sucesión de imágenes estáticas expuestas bajo una frecuencia concreta. Definida por Max Wertheimer en la psicología de la Gestalt en 1912, con sus experimentos profundizó en el estudio del movimiento aparente, erróneamente asociado al mito de la persistencia retiniana. Se suele decir que formó parte de la base de la teoría del cine, aunque el cine ya existía. Esta técnica basada en la persistencia retiniana, aplicada por Hugo Münsterberg en 1916, es tan sólo una limitación del sistema visual humano.
Esta ilusión óptica se basa en que el ojo humano es capaz de percibir movimiento a partir de información fraccionada, por ejemplo, una sucesión de imágenes. Es decir, a partir de la reproducción de una serie de imágenes congeladas con una frecuencia determinada (velocidad de imágenes por segundo) se percibe un movimiento continuo. 

## Historia de la investigación
En su tesis del año 1912, Wertheimer introdujo el símbolo φ (phi) de la manera siguiente:

Gegeben sind sukzessiv zwei Objekte als Reize; diese werden empfunden; zuerst wird a gesehen, zuletzt b; zwischen ihnen war die ‚Bewegung von a nach b gesehen‘; ohne daß die entsprechende Bewegung resp. die raum-zeit-kontinuierlichen Zwischenlagen zwischen a und b wirklich als Reize exponiert gewesen wären. Der psychische Sachverhalt sei – ohne irgendeine Präjudiz – mit a φ b bezeichnet.

Dos objetos sucesivos son dados como estímulos; estos son percibidos; se ve primero el estímulo a y después el b; entre ellos se ve el movimiento de a a b; sin haber expuesto realmente el movimiento correspondiente respecto a las posiciones intermedias continuas espacio-temporales entre a y b como estímulos. El problema físico se denotará, sin prejuicio, por a φ b.
Además del "movimiento óptimo" (más tarde conocido como movimiento beta) y los movimientos parciales de ambos objetos, Wertheimer describió un fenómeno que llamó "movimiento puro". Con respecto a esto, resumió las descripciones de sus sujetos de la siguiente forma:
Diese Fälle zeigten sich so, daß auch nicht etwa der Gedanke vorhanden war: ein Objekt habe sich hinüberbewegt; was von Objekten vorhanden war, war in den zwei Lagen gegeben; nicht eines oder eines von ihnen oder ein ähnliches betraf die Bewegung; sondern zwischen ihnen war Bewegung gegeben; nicht eine Objektbewegung. Auch nicht: das Objekt bewegt sich hinüber, ich sehe es nur nicht. Sondern es war einfach Bewegung da; nicht auf ein Objekt bezüglich. 
Estos casos aparecieron de manera que ni siquiera el pensamiento estaba presente: un objeto se ha movido; lo que existía de los objetos se daba en dos posiciones; ni uno ni el otro ni similar representaron el movimiento; pero entre ellos había movimiento; no es un movimieno de un objeto. Ni siquiera: el objeto se mueve, simplemente no lo veo. En cambio, era solo movimiento ahí; no con respecto a un objeto.
Wertheimer atribuyó mucha importancia a estas observaciones, pues, a su manera de ver, eran prueba de que el movimiento podía ser percibido directamente y no ha de ser necesariamente deducido a partir de sensaciones separadas provinientes de dos estímulos ópticos en lugares ligeramente diferentes en momentos ligeramente distintos. Este aspecto de su tesis fue un importante detonante en el lanzamiento de la psicología Gestalt.
A mediados del siglo XX, surgió confusión en la literatura científica respecto a lo que el fenómeno phi era. Una razón podría ser que los científicos anglófonos tenían dificultades a la hora de entender la tesis de Wertheimer, publicada en alemán. Asimismo, dicha tesis no especifica precisamente los parámetros bajo los que el "movimiento puro" fue observado. Además, resulta difícil reproducir el fenómeno. La influyente historia de Edwin Boring sobre la psicología de la sensación y la percepción, publicada por primera vez en 1942, contribuyó a esta confusión. Boring enlistó los fenómenos observados por Wertheimer, ordenándolos de acuerdo a la longitud del intervalo del estímulo. Sin embargo, Boring colocó el fenómeno phi en la posición incorrecta, otorgándole un intervalo entre estímulos demasiado largo. De hecho, con intervalos tan largos, los sujetos no perciben movimiento en absoluto; solo observan dos objetos que aparecen sucesivamente.
Es probable que esta confusión haya contribuido al "redescubrimiento" del fenómeno phi bajo otros nombres, entre ellos "movimiento omega", "movimiento de imagen secundaria" y "movimiento de sombra".

## Ejemplos de uso del fenómeno phi
Los siguientes son algunos de los precursores del cinematógrafo.

### Fenaquistiscopio
El fenaquistiscopio es un juguete formado a partir de un disco giratorio de cartón, con una serie de ranuras equidistantes, y una secuencia de dibujos de un mismo objeto en posiciones diferentes, que definen un movimiento.

### Zoótropo
El zoótropo está compuesto de un tambor circular con unas pequeñas ranuras homogéneamente distribuidas en su parte superior y una tira de imágenes que muestran un movimiento cíclico pegada a la parte superior del tambor, justo por debajo de las ranuras. Al hacer girar el tambor, si se mira a través de una de las ranuras se percibe el movimiento de las mismas.

## Experimento del fenómeno phi
El típico experimento para demostrar el Fenómeno phi se basa en una audiencia que observa una pantalla, en la que se proyectan dos imágenes que se van repitiendo sucesivamente. La primera imagen muestra una línea a su izquierda, mientras que en la segunda imagen, la línea está a la derecha. Estas imágenes serán mostradas a más o menos velocidad, y después de cada muestra a una velocidad concreta, se preguntará a la audiencia qué ve.
A unas ciertas combinaciones de tiempo y espacio entre las dos imágenes, la audiencia notará una cierta sensación de movimiento entre el espacio intermedio y alrededor de las dos líneas. En esos casos, la línea que parece moverse es en realidad una figura que primero se muestra a la izquierda y luego a la derecha.

## Diferencia entre el fenómeno phi y el movimiento beta
Aunque los dos fenómenos generan una sensación de movimiento, el fenómeno phi se puede considerar un movimiento aparente causado por una secuencia de impulsos luminosos en secuencia, mientras que el movimiento beta es un movimiento aparente causado por impulsos luminosos estacionarios.

## Citas
- "La fotografía es verdad. Y el cine es verdad 24 veces por segundo." (Jean-Luc Godard)